# Porajmos
Porajmos (z romskiego „pochłonięcie”, również Samudaripen, Kali Traš) – eksterminacja Romów i Sinti przez III Rzeszę. Miała ona podobnie masowy i bezwzględny charakter, jak planowe mordowanie Żydów, nazwane Holokaustem.

## Przyczyny

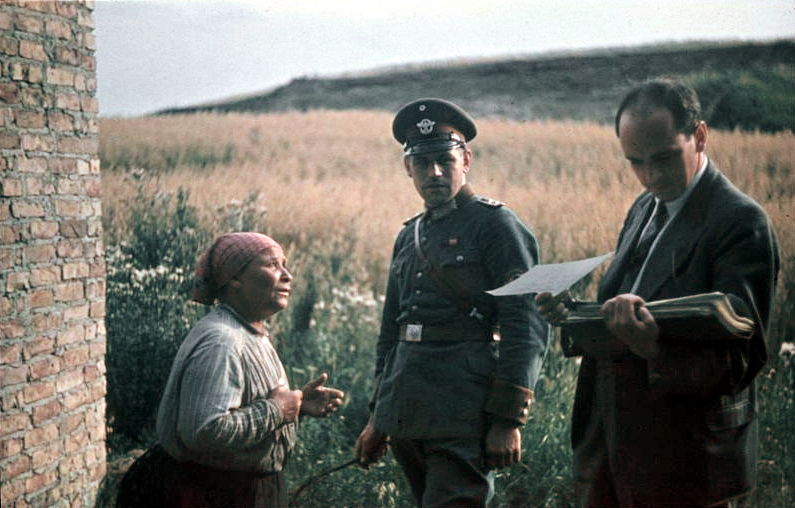
Romka w towarzystwie funkcjonariusza Ordnungspolizei oraz psychiatry Roberta Rittera (1936)

Najważniejszym powodem było „pozaeuropejskie pochodzenie rasowe” Cyganów, co w mniemaniu nazistów stanowiło „zagrożenie dla czystości rasy”. Cyganie, jako pochodzący z Indii bezpośredni potomkowie Ariów, stanowili problem dla ideologów rasizmu, z powodu faktu, że mogli być bardziej „aryjscy” niż sami Niemcy. Aby rozwiązać ten problem, teoretyk rasizmu Hans F. K. Günther stworzył teorię o pochodzeniu Cyganów od „niższych klas” Ariów, którzy „wymieszali” się z „podrzędnymi” ludami (Semici, Turcy, Drawidowie). Utrzymywano również, że fakt opuszczenia Indii przez Romów stanowił przesłankę, iż zostali oni wyklęci i wydaleni ze swej ziemi przez samych Ariów. Według ideologii nazistowskiej Cyganie, jako lud tradycyjnie koczowniczy i utrzymujący się z dorywczych zajęć, jak np. kotlarstwo i kowalstwo, byli „aspołeczni”, tzn. nie mogli włączyć się w strukturę państwa totalitarnego. Z tych przyczyn naziści postanowili całkowicie wymordować naród cygański. Heinrich Himmler początkowo wahał się, czy stworzyć dla „czystych rasowo” Cyganów „rezerwat” w odległym zakątku Europy, jednak porzucił ten plan. 15 listopada 1943 postanowił, że Cyganie i „częściowi Cyganie” mają być traktowani tak samo jak Żydzi.

## Przebieg eksterminacji
Odwrotnie niż w przypadku Żydów i innych narodów nie jest znana nawet przybliżona liczba ofiar eksterminacji Cyganów. Przyczyną był fakt, że większość z nich nie miała obywatelstwa, dokumentów, meldunku itp. Ogólną liczbę zabitych szacuje się na 500–600 tysięcy.

### III Rzesza
Od początku powstania III Rzeszy niemieccy Cyganie byli poddawani przymusowej sterylizacji i innym represjom.
14 listopada 1935 zakres ustaw norymberskich rozszerzono, zakazując małżeństw między Niemcami i Cyganami. 7 marca 1936 Cyganów pozbawiono czynnego i biernego prawa wyborczego.
W 1936 problemem Cyganów (Zigeunerfrage) zajmował się „Zespół Badawczy ds. Higieny Rasowej i Biologii Ludnościowej” (Rassenhygienische und Bevölkerungsbiologische Forschungsstelle), Department L3 w Departamencie Zdrowia Rzeszy, kierowany przez dr Roberta Rittera i Evę Justin. Doszli oni do wniosku, że większość Cyganów Roma stanowi „niebezpieczeństwo dla rasy” i powinni być „wyeliminowani”.
Podobnie jak w przypadku Żydów o tym, kto jest Cyganem, decydowało jego pochodzenie „rasowe” (nawet bardzo odległe), a nie inne względy, np. kulturowe. Znane są przypadki osób, takich jak 8-letniej Else Baker z Hamburga, zabranej do Auschwitz-Birkenau od niemieckiej rodziny pod pretekstem, że jej babka była Cyganką. Pierwsi Cyganie zostali wywiezieni z terenu Niemiec do nowo utworzonych gett na terenie okupowanej Polski – około 5 tys. osób trafiło do obozu cygańskiego na terenie getta w Łodzi i były to jedne z pierwszych ofiar zagazowanych w ruchomych (umieszczonych na ciężarówkach) komorach gazowych w obozie zagłady Kulmhof w Chełmnie nad Nerem w styczniu 1942.
Za największe „zagrożenie” uważano tzw. „mieszańców” (Mischlingen), czyli osoby, w których rodzinie do czwartego pokolenia wstecz był przynajmniej jeden przodek pochodzenia cygańskiego. Tropiono ich z urzędu i wywożono do obozów zagłady.
16 grudnia 1942 Himmler nakazał wywiezienie wszystkich Cyganów do obozu zagłady Auschwitz-Birkenau.

### Kraje Europy Środkowej

Brązowy trójkąt (tzw. winkiel) służący do oznaczania więźniów romskiego pochodzenia w niemieckich obozach koncentracyjnych

#### Polska
Niemcy zastosowali wobec polskich Cyganów program pozaobozowej eksterminacji, zabijając ich w miejscach, w których ich znajdowali. Postępowano tak z reguły z wędrującymi grupami romskimi, gdyż obawiano się oporu i ucieczek, ale dotyczyło to także Romów prowadzących osiadły tryb życia. Przykładem takiej pozaobozowej eksterminacji jest masakra w Szczurowej, gdzie 3 lipca 1943 r w ciągu kilku godzin zabito 93 osoby. Egzekucje przeprowadzane przez oddziały SS na miejscu sprawiły, że obecnie trudno jest określić dokładną liczbę ofiar. W Polsce odnaleziono około dwieście masowych mogił romskich, ale nie wszystkie miejsca kaźni zostały ujawnione. Prawdopodobne jest też, że w żydowskich mogiłach zbiorowych mogą być także pochowani Cyganie.
Częstą praktyką było również umieszczanie Romów w żydowskich gettach. Z gett Cyganie byli dołączani do transportów żydowskich i przewożeni do obozów śmierci.
Specjalny obóz dla Romów od 1941 r. istniał na terenie getta łódzkiego. Deportowano tam 5 tys. Sinti z Burgenlandu. Teren został otoczony wodą i drutem kolczastym. W przeciwieństwie do getta warszawskiego tu oddzielono Romów od Żydów. Po wybuchu epidemii tyfusu plamistego Niemcy zabili wszystkich mieszkańców obozu romskiego w ośrodku zagłady Kulmhof.
Wielu polskich Cyganów zostało przez okupantów skierowanych do obozów koncentracyjnych i obozów zagłady, np. Auschwitz-Birkenau, Majdanka, Treblinki, Stutthoffu, gdzie niemal wszyscy zginęli.   

##### Obóz cygański w Auschwitz-Birkenau
KL Auschwitz był głównym miejscem zagłady Romów i Sinti na terenie okupowanej Polski. W Birkenau od lutego 1943 mieszkało w specjalnym „obozie cygańskim” (Zigeunerlager) około 23 tys. osób. Rodziny cygańskie nie były rozdzielane, jednak żyły w najgorszych warunkach: teren, na którym powstał podobóz romski był podmokły, pokryty gliną i błotem, pozbawiony roślinności. W drewnianych barakach typu stajennego spało nawet po dziesięć osób na jednej pryczy. Więźniowie żyli bez wody i prawie bez jedzenia – w fatalnych warunkach higienicznych. Rezultatem była wyjątkowo wysoka śmiertelność z głodu i chorób (głównie tyfusu i raka wodnego). 

###### Bunt w obozie cygańskim
16 maja 1944 r. Niemcy zamierzali zlikwidować Zigeunerlager. Do komór gazowych miało trafić ok. 6,5 tys. Sinti i Romów. W przeddzień akcji jeden z esesmanów wyjawił plany polskiemu więźniowi, zalecając, by Cyganie nie opuszczali baraków. Polski więzień przekazał tę informację do obozu. Kiedy następnego wieczoru przed Zigeunerlager podjechały samochody z uzbrojonymi Niemcami, a kilku z nich próbowało wypędzić z baraku więźniów, Cyganie uzbrojeni w łomy, łopaty, noże i kamienie stawili opór i nie wyszli. Esesmani, w obawie przed stratami, postanowi odwołać akcję. Wśród więźniów znajdowali się bowiem także Cyganie, którzy służyli w niemieckim wojsku, więc załoga obozu obawiała się rozprzestrzenienia buntu na inne jego części. 
Po tym wydarzeniu Niemcy przenieśli ok. dwustu młodych i zdrowych więźniów cygańskich do innych obozów, a ok. 1,5 tys. przeniesiono do KL Auschwitz I. Większość z nich została później także wywieziona do innych lagrów. Wielu z nich przeżyło wojnę

###### Likwidacja obozu cygańskiego
Latem 1943 Niemcy przeprowadzili likwidację „obozu cygańskiego” w Birkenau, mordując w komorach gazowych 20 tys. ludzi. Kolejnej likwidacji „obozu cygańskiego” dokonano w nocy z 2 na 3 sierpnia 1944, kiedy 2897 osób zagazowano (mimo rozpaczliwego oporu) w komorze przy IV krematorium w Birkenau. Ciała zamordowanych spalono w dołach obok krematorium, gdyż piece krematoryjne były wtedy nieczynne. Z tego powodu 2 sierpnia (począwszy od 1997 roku) obchodzony jest Dzień Pamięci o Zagładzie Romów.

#### Inne kraje Europy Środkowej
Pierwsza Republika Słowacka prowadziła niekonsekwentną politykę: po okresach łapanek i wywożenia Cyganów do obozów zagłady, następowały długie okresy „bezczynności”.
W Protektoracie Czech i Moraw tamtejsze władze kolaboracyjne prowadziły akcję antycygańską pod kontrolą niemiecką; działały obozy przejściowe, np. obozy koncentracyjne Lety i Hodonín, skąd Cyganie byli wysyłani do Auschwitz-Birkenau.
W Chorwacji ustasze więzili Cyganów (wraz z Żydami i Serbami) w obozie koncentracyjnym Jasenovac, gdzie zamordowano dziesiątki tysięcy Cyganów. Około 26 tys. chorwackich Cyganów zostało wysłanych do Auschwitz.
Węgry i Rumunia uczestniczyły w niemieckim planie wymordowania Cyganów, jednak na znacznie mniejszą skalę i z tego powodu większość Cyganów w tych krajach przeżyła. Węgry wysłały do Auschwitz od 30 do 70 tys. Cyganów. Rumunia uwięziła 25 tys. Cyganów we własnym obozie koncentracyjnym w Transnistrii, gdzie zginęło ich 11 tysięcy.

### Europa Wschodnia
Wojska niemieckie, wkraczające na zachodnie tereny ZSRR, traktowały spotkanych Cyganów podobnie jak Żydów: plutony egzekucyjne Einsatzgruppen rozstrzeliwały wszystkich złapanych Cyganów, bardzo często zabijano ich razem z Żydami i zakopywano wspólnie w masowych grobach.

## Współczesne reakcje

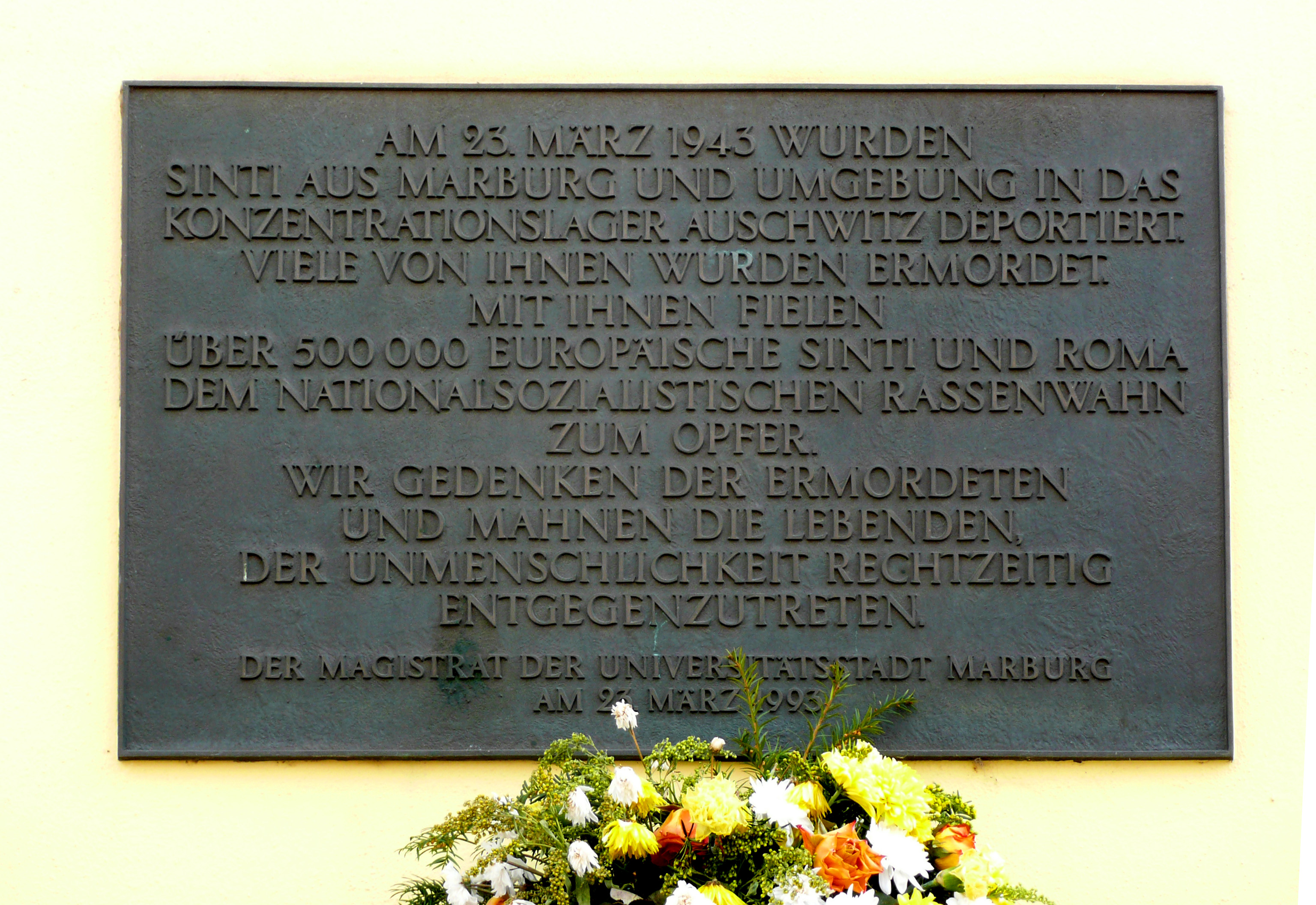
Tablica upamiętniająca Sinti i Romów deportowanych z Marburga i okolic. Informuje o ponad 500 tysiącach europejskich Cyganów, którzy zginęli w wyniku działań nazistów

Przez dziesięciolecia od zakończenia II wojny światowej eksterminacja Cyganów pozostawała w cieniu Holokaustu Żydów i była praktycznie zapomniana. Do dziś rodziny zamordowanych Cyganów nie doczekały się żadnego odszkodowania ze strony Niemiec, a nieliczne pomniki, upamiętniające zamordowanych Cyganów, wzniesiono przeważnie w ciągu ostatnich 10–15 lat.
23 października 2007 Traian Băsescu, jako pierwszy prezydent Rumunii, publicznie przeprosił za udział swojego kraju w mordowaniu Cyganów i podkreślił, że kwestia ludobójstwa Cyganów powinna być poruszana w szkołach. Część tej deklaracji była wygłoszona w języku romskim.